# Levi Woodbury
Levi Woodbury (Francestown, 22 dicembre 1789 – 4 settembre 1851) è stato un giurista e politico statunitense.

## Biografia
Fu il nono segretario della marina statunitense durante la presidenza di Andrew Jackson e successivamente nel corso della presidenza di Martin Van Buren.
Laureatosi al Dartmouth College ricoprì innumerevoli cariche prestigiose nella sua lunga carriera, fra cui quella di governatore dello stato del New Hampshire, negli anni 1823 1824 ed è stato anche 13° segretario al Tesoro degli Stati Uniti.

## Riconoscimenti
La contea di Woodbury e la città di Woodbury sono chiamate così in suo onore.